# Lexikai döntés feladat
A lexikai döntési feladat egy gyakran használt eljárás a pszichológiában és pszicholingvisztikában, mellyel azt mérjük, hogy a kísérleti személy milyen gyorsan tud egy ingert szó/nem szó kategóriába sorolni. 
A lexikai döntési feladat David E. Meyer és Roger W. Schvaneveldt nevéhez köthető, akik a szemantikus memória szerkezetét vizsgálták vele a korai 70-es években. Azóta kutatások ezreiben használták a tesztet, zömében szemantikus emlékezet ill. lexikai hozzáférést vizsgáló kutatásokban.

## A feladat
A kísérleti személyeknek szavakat, vagy álszavakat(értelmetlen szó, ami megőrzi a nyelv fonotaktius szabályait mint például ’alsa’ a magyarban) mutatnak be vizuálisan vagy auditorosan. A feladat eldönteni, általában gombnyomással, hogy a bemutatott inger értelmes szó-e vagy sem.
Két dolgot mérhetünk a lexikai döntési feladattal: az időt, ami ahhoz szükséges, hogy eldöntsük a bemutatott szóról, hogy értelmes vagy sem, ill. az időt, amíg a bemutatott szó szemantikus kategóriájáról döntünk.
Az eredmények értékelése a reakcióidők összehasonlítása különböző bemutatott szavak esetén, illetve a hibázási ráta figyelembevételével történik. Egy erős hatás például, hogy a gyakran használt szavakat gyorsabban ismerjük fel.  
A lexikai döntési feladatot gyakran kombinálják más kísérleti technikákkal, mint például előfeszítéssel, amikor is a releváns inger előtt egy másik inger gyors bemutatása történik. Gyorsabb választ kapunk, ha az előfeszített szó szemantikus kapcsolatban áll a bemutatott szóval (pl. ha ’nővér’ a célszó, gyorsabban döntünk, ha előtte az előfeszítő inger a ’doktor’ volt, mintha ’vaj’).